# Du fond du cœur
Pour plus de détails, voir Fiche technique et Distribution.
Du fond du cœur est un film dramatique français réalisé par Jacques Doillon, sorti en 1994.

## Fiche technique
- Titre français : Du fond du cœur
- Réalisation : Jacques Doillon
- Scénario : Jacques Doillon et Jean-François Goyet
- Photographie : William Lubtchansky
- Pays d'origine :  France
- Genre : drame
- Dates de sortie : 
  -  France : 28 septembre 1994

## Distribution
- Anne Brochet : Germaine de Staël
- Benoît Régent : Benjamin Constant
- Hanns Zischler : Monsieur de Staël
- Benjamin Sacks : Auguste
- Thibault de Montalembert : Prosper de Barante
- Frances Barber : Anna Lindsay
- Sophie Broustal : Juliette Récamier
- François-Régis Marchasson : Mathieu de Montmorency
- Véronique Silver : Madame de Nassau
- Francine Bergé
- Marilyne Canto
- Marie Matheron